# Hansruedi von Gunten
Pour les articles homonymes, voir Von Gunten.
Hansruedi von Gunten est un alpiniste suisse, né le 12 décembre 1928 à Berne et mort le 7 décembre 2021. Il est un des auteurs de la troisième ascension de l'Everest.

## Biographie
Il a étudié à l'Université de Berne et a obtenu un doctorat en physique.
Le 25 mai 1956, Hansruedi von Gunten et Dölf Reist, qui sont membres de l'expédition suisse au Lhotse, gravissent l'Everest depuis le col Sud, depuis le même camp de base. Ils réalisent la troisième ascension de l'Everest et sont les cinquième et sixième hommes au sommet (après Edmund Hillary, Tensing Norgay et les Suisses de la même expédition, Ernst Schmied et Jürg Marmet) ; ils l'atteignent à 11 heures et y restent deux heures,,,. Hansruedi von Gunten et Dölf Reist sont les hommes à être restés le plus longtemps au sommet de l'Everest.
Par la suite, il devient professeur de radiochimie.